# Milena Šimsová
Milena Šimsová (5. října 1932 Turčianský Svätý Martin – 21. února 2022 Brno) byla česká archivářka a historička, laureátka ceny „Prix Irene“ za rok 2006.

## Stručný životopis

### Dětství
Milena se narodila jako nejmladší dcera Jaromíra Procházky. Její otec byl bývalý důstojník československých legií a jako odborník – geometr (geodet) pracoval nejprve na Podkarpatské Rusi. S rodinou poté působil ve Zvolenu, Turčianském Svätém Martině a nakonec v Košicích. Po podepsání Mnichovské dohody (30. září 1938) byl s rodinou nucen opustit Slovensko a přesunout se do Brna. 

### Studia, sňatek a působení v církvi
Milena Procházková maturovala na reálném gymnáziu v Brně. Od roku 1951 studovala na filozofické fakultě Masarykovy univerzity (MU) v Brně obor archivnictví – historie. S červeným diplomem ukončila studia v roce 1956 a ještě téhož roku (23. června 1956) se provdala. Jejím mužem se stal evangelický farář Jan Šimsa, teolog, autor kulturně historických úvah, novinář, básník a disident – jeden z prvních signatářů Charty 77 (jeden ze dvou synů novináře Jaroslava Šimsy).
Milena svému muži ve výkonu jeho poslání účinně pomáhala. Následovala ho do míst, kde působil: sbory Českobratrské církve evangelické v Pardubicích (zde působil jako pomocný duchovní asi jeden rok), v Praze na Vinohradech (dva roky), v Klášteře nad Dědinou (1957 až 1963) , v Prosetíně (nedaleko Žďáru nad Sázavou) (1963 až 1975). 

### Období let 1968 až 1989
Po uvolnění politické situace v roce 1968 si Milena Šimsová dodělala doktorát. Vztah k historii a archivnictví si realizovala shromažďováním textů, dokumentů a záznamem vyprávění pamětníků. Věnovala se historii evangelických sborů, ve kterých s Janem Šimsou působili a také rodinné historii.

### Literární tvorba
Shromážděné dokumenty po sametové revoluci (1989) zpracovala pro knižní vydání.
- Spolu s manželem připravila k vydání "dopisy, úvahy a kázání z vězení" jako vzpomínku na svého tchána
  - Šimsa, Jaroslav, Šimsa, Jan, ed. a Šimsová, Milena, ed. Úzkost a naděje: Dopisy, sny, události 1940–1945. 1. vyd. Praha: Ústřední církevní nakladatelství, 1969. 209, [2] s. Kalich.[6]
  - Šimsa, Jaroslav. Úzkost a naděje: dopisy, sny, události, traktáty 1940–1945. 2., dopl. vyd. Benešov: YMCA v ČR v nakl. EMAN, 2003. 255 s., [16] s. obr. příl. ISBN 80-86211-31-2.[7] (2. vydání spolu s německou verzí „Angst und Hoffnung“)[2]

- Kniha o evangelících během druhé světové války[2]
  - Šimsová, Milena, ed. Prošli jsme v jeho síle: evangelíci v čase druhé světové války. 1. vyd. Praha: Kalich, 2003. 271 s., [32] s. obr. příl. ISBN 80-7017-949-X.[8]

- O dva roky později (2005) vyšla její kniha o lidech z okruhu Akademické Ymky v době války.[2]
  - Šimsová, Milena. V šat bílý odění: zápasy a oběti Akademické Ymky 1938–1945: vzpomínky, svědectví a záznamy vyprávění. 1. vyd. Benešov: EMAN, 2005. 255 s. ISBN 80-86211-45-2.[9]

- Šimsová, Milena. Svět Jaroslava Šimsy. 1. vyd. Benešov: Ve spolupráci s YMCA Brno vydalo [nakl.] EMAN, 2013. 620 s. ISBN 978-80-86211-91-6.[10][11]
- ŠIMSOVÁ, Milena. Dlouhý běh Jana Šimsy. Vzpomínky, články, rozhovory, dokumenty, dopisy. Praha: Eman, 2020. 400 s. ISBN 978-80-88060-22-2.

### Pittrův archiv
Archivářským počinem Mileny Šimsové bylo uspořádání archivu Přemysla Pittra  a Olgy Fierzové. Po smrti Přemysla Pittra (1976) pokračovala ve vydávání sešitů "Hovory s pisateli" i jeho dlouholetá (od roku 1927) spolupracovnice Olga Fierzová. Po její smrti (v červnu 1990) zdědil pozůstalost švýcarský spolek MILIDU, který ji v září 1991 zapůjčil do správy Pedagogického muzea J. A. Komenského v Praze, aby k ní měla přístup česká odborná veřejnost. Archiv do Prahy převezla Milena Šimsová a tento fond pomohla následně i uspořádat.  Archiv je umístěný v Pedagogickém muzeu Jana Amose Komenského v Praze ve Valdštejnské ulici 20, Praha 1, kde je také veřejnosti zpřístupněn.